# Aalto-universitetets högskola för teknikvetenskaper
Aalto-universitetets högskola för teknikvetenskaper (Aalto SCI, finska: Aalto-yliopiston perustieteiden korkeakoulu, engelska: Aalto University School of Science) är en av sex högskolor inom Aalto-universitetet. Den baserar sig på f.d. Tekniska högskolans fakultet för informations- och naturvetenskaper.

## Institutioner och övriga enheter
- Institutionen för datateknik
- Institutionen för datavetenskap
- Institutionen för matematik och systemanalys
- Institutionen för medicinsk teknik och beräkningsvetenskap
- Institutionen för medieteknik
- Institutionen för produktionsekonomi
- Institutionen för teknisk fysik
- EIT Digital
- Forskningsinstitutet för informationsteknologi HIIT
- O.V. Lounasmaa -laboratoriet